# Даисуке Оку
Даисуке Оку (јап. 奧 大介; 7. фебруар 1976 — 17. октобар 2014) био је јапански фудбалер.

## Каријера
Током каријере је играо за Џубило Ивата, Јокохама Ф. Маринос и Јокохама.

## Репрезентација
За репрезентацију Јапана дебитовао је 1999. године. За тај тим је одиграо 26 утакмица и постигао 2 гола.

## Статистика
| Јапан  | Јапан   | Јапан  |
| Година | Наступи | Голови |
| ------ | ------- | ------ |
| 1998.  | 1       | 0      |
| 1999.  | 5       | 1      |
| 2000.  | 12      | 1      |
| 2001.  | 4       | 0      |
| 2002.  | 0       | 0      |
| 2003.  | 3       | 0      |
| 2004.  | 1       | 0      |
| Укупно | 26      | 2      |